# Cullen holubii
Cullen holubii är en ärtväxtart som först beskrevs av Burtt Davy, och fick sitt nu gällande namn av Charles Howard Stirton. Cullen holubii ingår i släktet Cullen, och familjen ärtväxter. Inga underarter finns listade i Catalogue of Life.